# Treron floris
Treron floris é uma espécie de ave da família Columbidae.
É endémica da Indonésia.
Os seus habitats naturais são: florestas secas tropicais ou subtropicais , florestas subtropicais ou tropicais húmidas de baixa altitude e savanas áridas.
Está ameaçada por perda de habitat.